# Den romerske kurie
 Denne artikel bør gennemlæses af en person med fagkendskab for at sikre den faglige korrekthed.
    Bør gennemses af en kyndig for korrekte betegnelser på dansk af de mange specielle udtryk

Den romerske kurie er Den katolske kirkes centrale forvaltningsorgan, med sæde dels i Vatikanstaten og dels i Rom. Curia betyder på middelalderlatin 'hof', og den romerske kurie var tidligere kendt netop som det pavelige hof.
Foruden at administrere den katolske kirke fungerer kurien også som Vatikanstatens statsforvaltning. Den er vokset gennem årene, på samme måde som den offentlige forvaltning i andre stater er. Dette skyldes både de øgede krav til statsforvaltninger, og at den katolske kirke selv er vokset. 
Kuriens indflydelse har også ændret sig, med et højdepunkt i den sidste del af den tid da paven havde verdslig magt i pavestaterne og i Rom. Dette endte i 1870 med foreningen af Italien, og situationen blev afklaret med Laterantraktaten af 1929, som regulerede forholdet mellem Vatikanstaten og Italien. Kurien havde længe administreret store dele af det centrale Italien, og da dette forsvandt gik den over til først og fremmest at være et støtteapparat for paven. 
Pave Johannes Paul 2. iværksatte i 1989 den seneste reform af kurien: den apostoliske konstitution Pastor Bonus.

## Struktur
Kurien består af fem forskellige hovedenheder: 
- Statssekretariatet
- Kongregationerne
- Domstolene
- De pavelige råd
- Den økonomiske forvaltning

De, der leder de forskellige enheder, er udnævnt af paven. Når en pave dør, bliver de automatisk afsat fra deres stillinger, men fortsætter med at fungere i dem, indtil en ny pave er valgt. Denne ordning er til for at paven frit skal kunne sammensætte sin administration ved tiltrædelsen. Normalt vil de fleste alligevel fortsætte i deres stillinger, men det er ikke usædvanligt med en del udskiftninger ved pavevalg. 

### Statssekretariatet
Statssekretariatet blev grundlagt i det 15. århundrede som pavens kancelli. Dets hovedopgave er at udføre regeringsfunktioner for Vatikanstaten. Det består af to afdelinger: afdelingen for almindelige anliggender, som arbejder med de indre anliggender, og afdelingen for relationer med staterne, som fungerer som udenrigsdepartement. Vatikanets diplomatiske tjeneste er underlagt sidstnævnte afdeling.
Lederen for sekretariatet er statssekretæren, som har noget nær samme position som en regeringschef i andre lande. Den nuværende statssekretær er kardinal Bertone

### Kongregationerne
Kongregationerne er afdelinger som har ansvar for specielle sider af den kirkelige administration. De kan sammenlignes med departementer i en sædvanlig statsforvaltning, men med den forskel at de er oprettet for at tage sig af forskellige sider af det kirkelige styre og dermed får ganske andre områder at beskæftige sig med. Hvilke kongregationer der findes har ændret sig gennem tiden, og de som findes nu er:
- Kongregationen for troslæren

Tidligere Det hellige kontor, og før det Den romerske inkvisition. Ansvar for spørgsmål som angår tro og moral.
- Kongregationen for østkirkerne

Ansvar for de orientalske katolske kirker
- Kongregationen for gudstjenesten og sakramentsordningen

Ansvar for liturgi, gudstjenesteordninger, forvaltning af sakramenterne.
- Kongregationen for helligkåringer

Ansvar for helligkåringssager
- Kongregationen for biskopperne

Ansvar for kontakt med biskopperne, forberedelse af bispeudnævnelser
- Kongregationen for folkenes evangelisering (Propaganda Fide, eg. 'Troens udbredelse')

Ansvar for den katolske missionsvirksomhed
- Kongregationen for gejstligheden

Ansvar for præsteskabet
- Kongregationen for institutter for konsekreret liv og selskaber for apostolisk liv

Ansvar for ordensvæsenet
- Kongregationen for katolsk uddannelse

Ansvar for katolske uddannelsesinstitutioner

### Domstolene
Der er tre domstole i kurien:
- Den apostoliske skriftemålsdomstolen

Poenitentiaria Apostolica, kan give præster tilladelse til at formidle absolution i skriftemålet for visse specielt alvorlige synder.
- Den højeste tribunal for den apostoliske signatur

Kirkens højesteret, som kan efterprøve andre kirkelige domstoles processer.
- Den romerske rota

Appeldomstol for beslutninger fattet på bispedømmeniveau, f.eks. i sager om ægteskabsnullitet

### De pavelige råd
Det findes tolv pavelige råd:
- Det pavelige råd for lægfolket
- Det pavelige råd for fremme af kristen enhed
- Det pavelige råd for familien
- Det pavelige råd for retfærdighed og fred
- Det pavelige råd "Cor Unum"
- Det pavelige råd for den pastorale omsorg for migranter og rejsende
- Det pavelige råd for den pastorale assistance til helsearbejdere
- Det pavelige råd for tolkningen af lovtekster
- Det pavelige råd for den interreligiøse dialog
- Det pavelige råd for kulturen

### Den økonomiske forvaltning
Den økonomiske forvaltning består af fem afdelinger:
- Prefekturet for Den hellige stols økonomiske anliggender

Fungerer som kuriens finansdepartement
- Administrationen af Den apostoliske stols patrimonium

Forvalter kirkens ejendomme og andre ejendele
- Det apostoliske kammer

Har i dag kun en lille rolle til daglig, men når en pave dør er de ansvarlige for at redegøre for Den hellige stols økonomiske situation
- Kardinalrådet for studiet af Den hellige stols organisatoriske og økonomiske problemer

Kontrolorgan for granskning og godkendelse af fagøkonomernes anbefalinger
- Finansinstituttet for religiøse arbejder

## Styringsorganer uden for kurien
Enkelte styringsorganer står formelt set udenfor kurien, men er alligevel del af kirkens og Vatikanstatens øverste styringsorganer, og er nært knyttet til kurien både praktisk og personalemæssigt. 

### De pavelige kommissioner
- Den pavelige kommission for bevaring af den kunstneriske og historiske arv
- Den pavelige kommission for hellig arkæologi
- Den pavelige Bibelkommission
- Den pavelige kommission for revision og emendation af Vulgata
- Den internationale teologiske kommission
- Den pavelige komité for internationale eukaristiske kongresser
- Den pavelige kommission for historiske videnskaber
- Den pavelige kommission "Ecclesia Dei"
- Den Romerske Kuries disciplinære kommission
- Den pavelige kommission for Vatikanstaten

### Bispesynoden
Bispesynoden består af lederne for de nationale bispekonferencer, kuriens kardinaler og enkelte andre personer som er udnævnt af paven. Synoden sammentræder hvert tredje år, eller oftere efter behov.

### Kontorerne
- Det apostoliske kammers kontor
- Administrationen for Den hellige stols patrimonium
- Prefekturet for Den hellige stols økonomiske anliggender
- Prefekturet for det pavelige hushold
- Kontoret for pavelige liturgiske fejringer